# Bataille de Palembang
Batailles
Invasion des Indes orientales néerlandaises
- Bornéo (1941-1942)
- Manado
- Tarakan (1942)
- Balikpapan (1942)
- Amboine
- Makassar
- Sumatra
- Badung
- Timor
- Première bataille de la mer de Java
- Détroit de la Sonde
- Java
- Seconde bataille de la mer de Java

Japon :
- Raid de Doolittle
- Bombardements stratégiques sur le Japon (Tokyo
- Yokosuka
- Kure
- Hiroshima et Nagasaki)
- Raids aériens japonais des îles Mariannes
- Campagne des archipels Ogasawara et Ryūkyū
- Opération Famine
- Bombardements navals alliés sur le Japon
- Baie de Sagami
- Invasion de Sakhaline
- Invasion des îles Kouriles
- Opération Downfall
- Reddition du Japon

Pacifique central :
- Pearl Harbor
- Guam (1941)
- Wake
- Raid sur les îles Gilbert et Marshall
- Opération K
- Midway
- Opération RY
- Campagne des îles Gilbert et Marshall
- Campagne des îles Mariannes et Palaos
- Campagne des archipels Ogasawara et Ryūkyū
- Opération Inmate

Pacifique du sud-ouest :
- Nauru
- Invasion des Philippines (1941-42)
- Invasion des Indes orientales néerlandaises
- Opérations de l'Axe dans les eaux australiennes
- Raids aériens japonais sur l'Australie (1942-43)
- Opération Ke
- Campagne des îles Salomon
- Campagne de Nouvelle-Guinée
- Campagne des Philippines
- Campagne de Bornéo (1945)

Asie du sud-est :
- Invasion de l'Indochine (1940)
- Océan Indien (1940-45)
- Guerre franco-thaïlandaise
- Invasion de la Thaïlande
- Campagne de Malaisie
- Hong Kong
- Singapour
- Campagne de Birmanie
- Opération Kita
- Indochine (1945)
- Détroit de Malacca
- Opération Jurist
- Opération Tiderace
- Opération Zipper
- Bombardements stratégiques (1944-45)

Guerre sino-japonaise
Front d'Europe de l’Ouest
Front d'Europe de l’Est
Bataille de l'Atlantique
Campagnes d'Afrique, du Moyen-Orient et de Méditerranée
Théâtre américain
La bataille de Palembang est une bataille de la guerre du pacifique pendant la Seconde Guerre mondiale. La bataille s'est déroulée près de Palembang, à Sumatra, du 13 au 15 février 1942. Les raffineries de pétrole Royal Dutch Shell à proximité de Plaju (alors Pladjoe) étaient les principaux objectifs de l'empire du Japon pendant la guerre du Pacifique, en raison d'un embargo pétrolier imposé au Japon par les États-Unis, les Pays-Bas et le Royaume-Uni après l'invasion de la Chine et de nombreuses atrocités massives tels que le viol de Nankin ou l'incident du Panay. Avec l'approvisionnement abondant en carburant et l'aérodrome de la région, Sumatra offrait un potentiel important en tant que base militaire aux Alliés et aux Japonais et Palembang en était la capitale régionale.

## Prélude

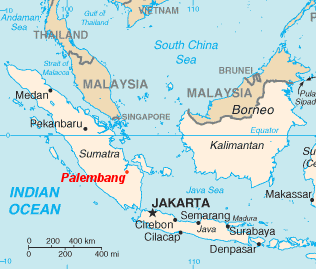
Emplacement de Palembang. La carte montre la frontière actuelle, où la région de l'Indonésie était alors les Indes orientales néerlandaises.

En janvier, le Commandement américano-britannique-néerlandais-australien (ABDACOM) décide de concentrer les forces aériennes alliées à Sumatra sur deux aérodromes près de Palembang : Pangkalan Benteng, également connu sous le nom de « P1 » et une base aérienne secrète à Prabumulih (alors Praboemoelih), ou "P2".
La Royal Air Force britannique a créé le groupe n ° 225 (bombardiers) à Palembang. Il comprenait deux escadrons de la Royal Australian Air Force et un grand nombre d'Australiens servant dans des escadrons britanniques. Le groupe ne pouvait rassembler que 40 bombardiers légers Bristol Blenheim et 35 bombardiers légers Lockheed Hudson. Les Blenheims avaient fui le Moyen-Orient et l'Égypte, où ils étaient considérés comme trop vieux pour faire face aux nouveaux combattants allemands et italiens. (Une poignée de bombardiers lourds B-17 Flying Fortress de l'US Far East Air Force ont également opéré brièvement à partir de Palembang en janvier, mais ils ont été retirés à Java et en Australie avant le début de la bataille. )
Le groupe n° 226 (chasseurs) RAF est également arrivé à Palembang début février : deux escadrons de Hawker Hurricanes transportés à Sumatra par le porte-avions HMS Indomitable. Ils ont été rejoints par les restes des escadrons Hurricane et Brewster Buffalo de l'armée de l'air britannique, australienne et royale néo-zélandaise, qui avaient à la fois infligé et subi de lourdes pertes lors d'intenses batailles aériennes au cours des campagnes malaisie et de Singapour.
Le Commandement territorial de l'île de Sumatra du Sud de l'Armée royale néerlandaise des Indes orientales (KNIL), son commandement dans la région de Palembang, se composait d'environ 2 000 soldats sous les ordres du lieutenant-colonel LNW Vogelesang : le bataillon de la garnison du sud de Sumatra et un Stadswacht / Landstorm ("réserve " ) compagnie d'infanterie à Palembang, une compagnie d'infanterie Stadswacht / Landstorm à Jambi (Djambi), ainsi que diverses unités d'artillerie et de mitrailleuses. (Les unités du KNIL dans d'autres parties de Sumatra manquaient de mobilité et n'ont joué aucun rôle dans les combats). La Marine royale néerlandaise était représentée par le poseur de mines Pro Patria et les patrouilleurs P-38 et P-40 sur la rivière Musi.

## Bataille

### Attaque aéroportée

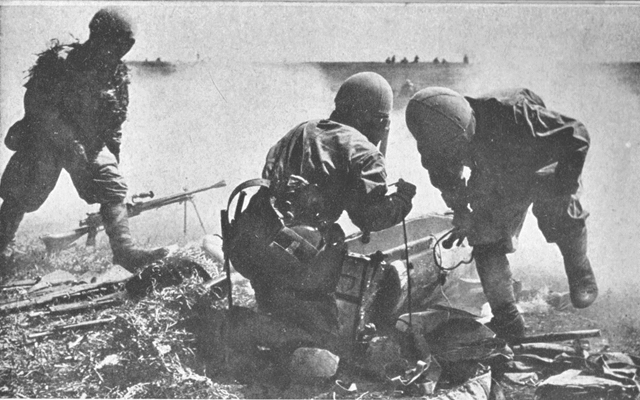
Les parachutistes de l'armée japonaise récupèrent leurs armes pendant la bataille de Palembang

Alors que les avions alliés attaquaient les navires japonais le 13 février, des avions de transport Kawasaki Ki-56 des 1er, 2e et 3e Chutai de l'armée de l'air impériale japonaise (IJAAF), larguaient des parachutistes Teishin Shudan au-dessus de l'aérodrome de Pangkalan Benteng. Au même moment , des bombardiers Mitsubishi Ki-21 du 98e Sentai larguent des ravitaillements pour les parachutistes. La formation était escortée par une importante force de chasseurs Nakajima Ki-43 des 59e et 64e Sentai.
Jusqu'à 180 hommes du 2e régiment de parachutistes japonais, sous les ordres du colonel Seiichi Kume, sont tombés entre Palembang et Pangkalan Benteng, et plus de 90 hommes sont descendus à l'ouest des raffineries de Pladjoe. Bien que les parachutistes japonais n'aient pas réussi à capturer l'aérodrome de Pangkalan Benteng, ils ont réussi à prendre possession de l'ensemble du complexe de raffinerie de pétrole de Pladjoe en bon état. Une contre-attaque de fortune des troupes de Landstorm et des artilleurs anti-aériens de Praboemoelih a réussi à reprendre le complexe mais au prix de lourdes pertes. Le sabotage prévu n'a pas causé de dommages sérieux à la raffinerie, mais les réservoirs de pétrole ont été incendiés. Deux heures après le premier largage, 60 autres parachutistes japonais ont été largués près de l'aérodrome de Pangkalan Benteng.
Le 14 février, les parachutistes japonais survivants avancent vers les rivières Musi, Salang et Telang, près de Palembang.

### Assaut amphibie
La principale force d'invasion japonaise, une flotte d'assaut amphibie dirigée par le vice-amiral Jisaburo Ozawa de la marine impériale japonaise (IJN), était en route depuis la baie de Cam Ranh en Indochine française. Il était composé du 229e régiment d'infanterie de l'armée impériale japonaise et d'un bataillon du 230e régiment d'infanterie. Un petit groupe avancé a mis en place huit transports escortés par le croiseur léger Sendai et quatre destroyers. La force principale a suivi dans 14 transports, escortée par le croiseur lourd Chokai et quatre destroyers. La force de couverture comprenait le porte-avions Ryujo, quatre croiseurs lourds, un croiseur léger et trois destroyers. Une couverture aérienne supplémentaire a été fournie par des avions japonais basés à terre et la 3e division aérienne de l'IJAAF.
Le matin du 13 février, un bateau fluvial réquisitionné par la Royal Navy britannique, le HMS Li Wo - sous le lieutenant Thomas Wilkinson - transportant du personnel et du matériel entre Singapour et les Indes orientales néerlandaises, s'est heurté à la flotte japonaise. Bien que Li Wo n'était armé que d'un 4 pouces (100 mm) et deux mitrailleuses, son équipage a tiré sur les navires de transport de troupes japonais, mettant le feu à l'un et en endommageant plusieurs autres, sous le feu des croiseurs japonais. Cette action a continué pendant 90 minutes jusqu'à ce que le Li Wo soit à court de munitions. Wilkinson a alors ordonné l'éperonnage du transport le plus proche, avant que son navire ne soit détruit par le feu japonais. Wilkinson a reçu une Victoria Cross (VC) à titre posthume, la plus haute distinction pour bravoure dans le Commonwealth britannique et la seule VC décernée lors de la campagne néerlandaise des Indes orientales.
Le 15 février, une force navale de l'ABDA de cinq croiseurs, les HNLMS De Ruyter, HNLMS Java, HNLMS Tromp, HMS Exeter, HMAS Hobart et 10 destroyers, sous les ordres de l'amiral Karel Doorman, ont fait une tentative avortée d'intercepter la force japonaise. Des avions de Ryujo et des avions basés à terre ont lancé une série d'attaques contre les navires alliés, les forçant à se retirer au sud de Sumatra.
Alors que la force de débarquement japonaise s'approchait de Sumatra, les avions alliés restants l'ont attaquée et le navire de transport japonais Otawa Maru a été coulé. Les Hurricanes remontaient également les rivières, mitraillant les péniches de débarquement japonaises.

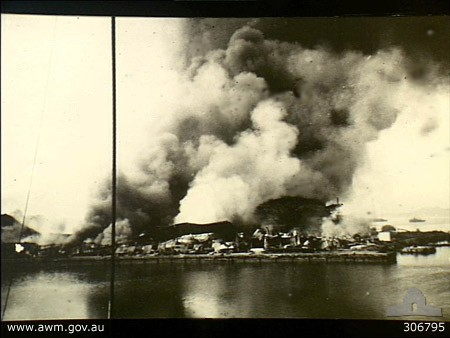
Les installations portuaires d'Oosthaven ont été détruites par une politique de la terre brûlée

Cependant, dans l'après-midi du 15 février, tous les avions alliés reçurent l'ordre de se rendre à Java, où une attaque japonaise majeure était prévue, et les unités aériennes alliées s'étaient retirées du sud de Sumatra dans la soirée du 16 février 1942. D'autres membres du personnel ont été évacués via Oosthaven (aujourd'hui Bandar Lampung) par des navires vers Java ou l'Inde.